# Кухарська Вікторія Богданівна
Вікто́рія Богда́нівна Куха́рська (нар. 9 травня 1962, м. Тернопіль
) — українська вчена в галузі філології і психології, кандидат психологічних наук (1992), професор, завідувачка кафедри української та іноземних мов Тернопільського національного технічного університету імені Івана Пулюя. 

## Життєпис
Народилася 9 травня 1962 року в родині Богдана Лановика.
Закінчила Чернівецький університет (1984, нині національний університет). Працювала вчителькою іноземної мови у Тернопільській гімназії імені І. Франка (1984—1989).
Викладачка іноземних мов (1989—1995), від 1995 донині — завідувачка кафедри іноземних мов Тернопільської філії Львівського політехнічного інституту (нині ТНТУ).

## Науковий доробок
Авторка близько 40 навчальних методичних посібників для студентів вищих навчальних закладів, серед яких:
- Кухарська В. Б. Методичний посібник для студентів І-ІІ курсів стаціонарної та заочної форми навчання з курсу «Технічна іноземна мова». — Тернопіль: ТДТУ, 2002. — 174 с.
- Кухарська В. Б. Англійська мова для студентів харчових спеціальностей: Навчально-методичний посібник. — К.: ІНКОС, 2007. — 352 с. — ISBN 966-8347-43-9.
- Кухарська В. Б. Англійська мова для студентів І-ІІ курсів стаціонарної форми навчання напрямку підготовки 6.030507-«Маркетинг»: Навчальний посібник. — Тернопіль: ТНТУ, 2010. — 188 с.
- Кухарська В. Б. Англійська мова для студентів І-ІІ курсів стаціонарної форми навчання напрямку підготовки «Будівництво»: Навчальний посібник. — Тернопіль: ТНТУ, 2010. — 168 .